# Friedrich August Reissiger
Friedrich August Reissiger (født 26. juli 1809 i Belzig ved Wittenberg, død 1. marts 1883 i Fredrikshald) var en norsk musiker.  Han var bror til Carl Gottlieb Reissiger.
Reissiger  kom 1840 til Kristiania som kapelmester ved teatret. Under denne sin virksomhed gjorde han sig fortjent ved opførelsen af flere større musikværker, som Mendelssohns oratorium Paulus, Grauns Jesu død, Beethovens Christus på Oliebjerget og flere andre. I 1850 ansattes han som organist i Fredrikshald, hvor han tillige i flere år var instruktør for militærmusikken. Reissiger har skrevet mange større værker, som ouverturer for orkester, kammermusik, klaversager, men det er navnlig ved en hel række mandskor, at han har gjort sig mere bemærket som komponist. Enkelte af disse, som for eksempel Olav Trygvason, er af betydelig virkning og holder sig fremdeles på repertoiret.